# おんなの朝
「おんなの朝」（おんなのあさ）は、1970年12月25日に発売された美川憲一の18枚目のシングル。

## 解説
- 約30万枚を売り上げた美川の代表曲。前作「みれん町」のヒットにより、ムード歌謡から様々な曲調の曲にも挑戦するようになった。

- 翌1971年12月、「第4回日本作詩大賞」を受賞するが「歌詞が過激過ぎる」と言われ「NHK紅白歌合戦」へ同曲の歌唱は叶わなかった。この年の大晦日放映の「第22回NHK紅白歌合戦」には「想い出おんな」で出場した。

- 作曲家の米山正夫は、美空ひばりや水前寺清子などのヒット曲を手掛け、特にひばりは愛弟子とされており、「この曲わたしにちょうだい」と言ったほど羨ましがったと言う。

- 本楽曲をモチーフした「あまから物語 おんなの朝」が1971年に松竹から市村泰一を監督に映画が製作された。撮影は映画「釧路の夜」から大越千虎が担当。加東大介、京塚昌子、水前寺清子などが出演。美川本人も出演した。

- 1991年には、新録音バージョンがシングルリリースされた。

## 収録曲

### オリジナル盤
1. おんなの朝 (4分9秒)
作詞：西沢爽／作曲：米山正夫／編曲：小杉仁三
2. 哀愁の宿 (3分22秒)
作詞：西沢爽／作曲：宇佐英雄／編曲：小杉仁三

### 1991年盤
1. おんなの朝（New Attack Version）
作詞：西沢爽／作曲：米山正夫／編曲：浜口茂外也
2. スカーレット・ドリーマー（New Attack Version）
作詞：小谷夏／作曲：都倉俊一／編曲：鈴木茂
3. おんなの朝（New Attack Version）＜カラオケ＞
4. スカーレット・ドリーマー（New Attack Version）＜カラオケ＞

## カバー
- 美空ひばり